# Hrvoje Kečkeš
Hrvoje Kečkeš (Zagreb, 17. ožujka 1975.) je hrvatski kazališni, televizijski i filmski glumac.
Svoje prve glumačke korake i scenske nastupe ostvaruje kao amater u ZKM-u, a 1996. upisuje Akademiju dramske umjetnosti. Od tada bilježi niz kazališnih i filmskih uloga, radeći najčešće u kazalištima Kerempuh, Exit i &TD. Član glumačkog ansambla Satiričkog kazališta Kerempuh postaje 2002. godine.
Široj javnosti postao je poznat po ulozi Kazimira "Kaze" Hrasteka u TV seriji Bitange i princeze, a glumio je i u seriji Stipe u gostima.

## Filmografija

### Televizijske uloge
- "Metropolitanci" kao Branko Barić (2022.)
- "Tko želi biti milijunaš?" kao natjecatelj (2019.)
- "Nemoj nikome reći" kao Davor Jurić (2015. – 2017.)
- "Da sam ja netko" kao Đuks (2015.)
- "Počivali u miru" kao Ivan Tabak (2015.)
- "Crno-bijeli svijet" kao Srića (2015. – 2019.)
- "Pssst...Priča: Klesar, Oblačak i gromovi, Mudri Luka, Smrdljivi Martin, Dan kada je Gogo Grozni krenuo u školu, Tri miša i mačak mlinar, Maleni Maks i vila Ljubica, Mrakojed, Strašna priča, Najsporiji kralj na svijetu, Djevojčica sa šibicama na drugi način, Nemaš pojma Grizlijane, Priča o strašnom zmaju, Balonja" kao pripovjedač (2014. – 2015.)
- "Montevideo, Bog te video!" kao Josip Riboli (2012.)
- "Stipe u gostima" kao Miro (2010. – 2014.)
- "Tito" kao Morotov (2010.)
- "Lov u mutnom" (TV pilot) kao Miro (2010.)
- "69" kao voditelj (2007.)
- "Cimmer fraj" kao Erstehajzi (2006.)
- "Bitange i princeze" kao Kazimir "Kazo" Hrastek (2005. – 2010.)
- "Zlatni vrč" kao policajac (2004.)

### Filmske uloge
- "Mali" kao Kečo (2018.)
- "Ti mene nosiš" kao Đuks (2015.)
- "Kauboji" kao Sašin šogor (2013.)
- "Inspektor Martin i banda puževa" kao vračar Branimir (glas) (2012.)
- "Montevideo, Bog te video!" kao Josip Riboli (2010.)
- "Pjevajte nešto ljubavno" kao Žlajfa (2007.)
- "Karaula" kao Miljenko (2006.)
- "Mrtvi kutovi" kao zaštitar (2005.)
- "Nije bed" kao Sike (2004.)
- "Seks, piće i krvoproliće" kao Žac (2004.)
- "Bore Lee: Čuvaj se sinjske ruke!" kao debeli šef (2004.)
- "Leti, leti" kao Dinin dečko (2003.)
- "Ispod crte" kao Hrvoje Paklec (2003.)
- "Tu" kao Dudin brat (2003.)
- "Ne dao Bog većeg zla" kao pekar #1 (2002.)
- "Reci Saša što je?" (2002.)
- "24 sata" kao Tom (2002.)
- "Kraljica noći" kao Džambo (2001.)
- "Holding" kao Bugarin (2001.)
- "Ajmo žuti" kao navijač (2001.)
- "Veliko spremanje" kao Gnjuro (2000.)
- "Višnje u rakiji" (2000.)
- "Najmanji čovjek na svijetu" (2000.)
- "Sunčana strana subote" (1999.)

### Sinkronizacija
- "Cvrčak i Mravica" kao žohar (2023.)
- "Monstermania" kao Lignjakulus (2021.)
- "Veliki crveni pas Clifford" kao Zac Tieran (2021.)
- "Patke za nemoguće zadatke" kao Sunčev prijatelj i Kanga (2017.)
- "Rode" kao Gašpar (2016.)
- "Asterix: Grad Bogova" kao Maliminus (2014.)
- "Mali zmaj Kokos" kao Magnus (2014.)
- "Medvjedić Paddington" kao taksist i stražar Prirodoslovnog muzeja (2014.)
- "Hrabri Pero" kao Trtica (2005.)

## Vanjske poveznice
- Hrvoje Kečkeš u internetskoj bazi filmova IMDb-u (engl.)